# Touppéré (Dargala)
Pour les articles homonymes, voir Touppéré.
Touppéré (ou Toupéré) est une localité du Cameroun située dans l'arrondissement de Dargala, le département du Diamaré et la région de l’Extrême-Nord. Elle fait partie du canton de Dargala.

## Population
En 1975, la localité comptait 125 habitants, dont 118 Peuls et 7 Toupouri.
Lors du recensement de 2005, on y a dénombré 250 personnes.